# 日劇台電視劇集列表 (2019年)
本列表列出2019年由香港myTV SUPER日劇台所播放的劇集。

## 往年節目
阿淺人生、雛鳥、當家姐姐、同一屋簷下、童心四姊妹、美女與男子、遺產大狀、初次見面我愛你、求職家族、小學餐女廚神、作樂英才、女醫神Doctor X 4、女醫神Doctor X 5、明日的約定、高校啦啦隊、非常審查官2、交響情人夢、正義巨人、在這世界的角落、雙面醫生2、幸福的記憶、春天來了、笑天家、電話男、神奈小姐、拜託請愛我、你已藏在我心底、黑色復仇、緊急救命3、不自然死因研究所、10個嫉妒的女人、求婚大作戰、其實我不太愛你、戀愛記憶、彬與瑛、一哥出更、神速偵探、禿鷹、IQ246華麗事件簿、罪人的清白、遺留搜查4、破鏡謀殺案、重啟人生、咭片遊戲、孤獨的美食家、孤獨的美食家2、孤獨的美食家3、孤獨的美食家4、孤獨的美食家6、孤獨的美食家7、孤獨的美食家瀨戶內出差篇、孤獨的美食家宮城出差篇、和歌子酒、和歌子酒2、和歌子酒3、出租愛情、獨男的春天、赤裸日記、飯罪真相、逃亡花、死幣、遺產大狀外傳、慾望人妻、不眠的真珠、砂之塔